# Histoire des Juifs en Albanie
L'histoire des Juifs en Albanie remonte à l’époque romaine. Au cours des siècles, les Juifs s'installent provisoirement en Albanie, sans jamais mettre en place une communauté permanente, si ce n’est à la suite de l'Inquisition espagnole où des communautés stables sont créées en Albanie, alors sous la domination ottomane. 
Les Juifs de la péninsule Ibérique s'installent autour des ports et des communautés voient le jour à Berat, Durrës, Elbasan et Valona. Cette communauté juive est l’une des rares où, à l’issue de la Seconde Guerre mondiale, ses membres étaient plus nombreux qu’avant le conflit. La majorité des Juifs quittent le territoire avec la chute du communisme en 1991. En 2010, la communauté compte plus de 200 membres.

## Histoire

### Premières traces d’une présence juive

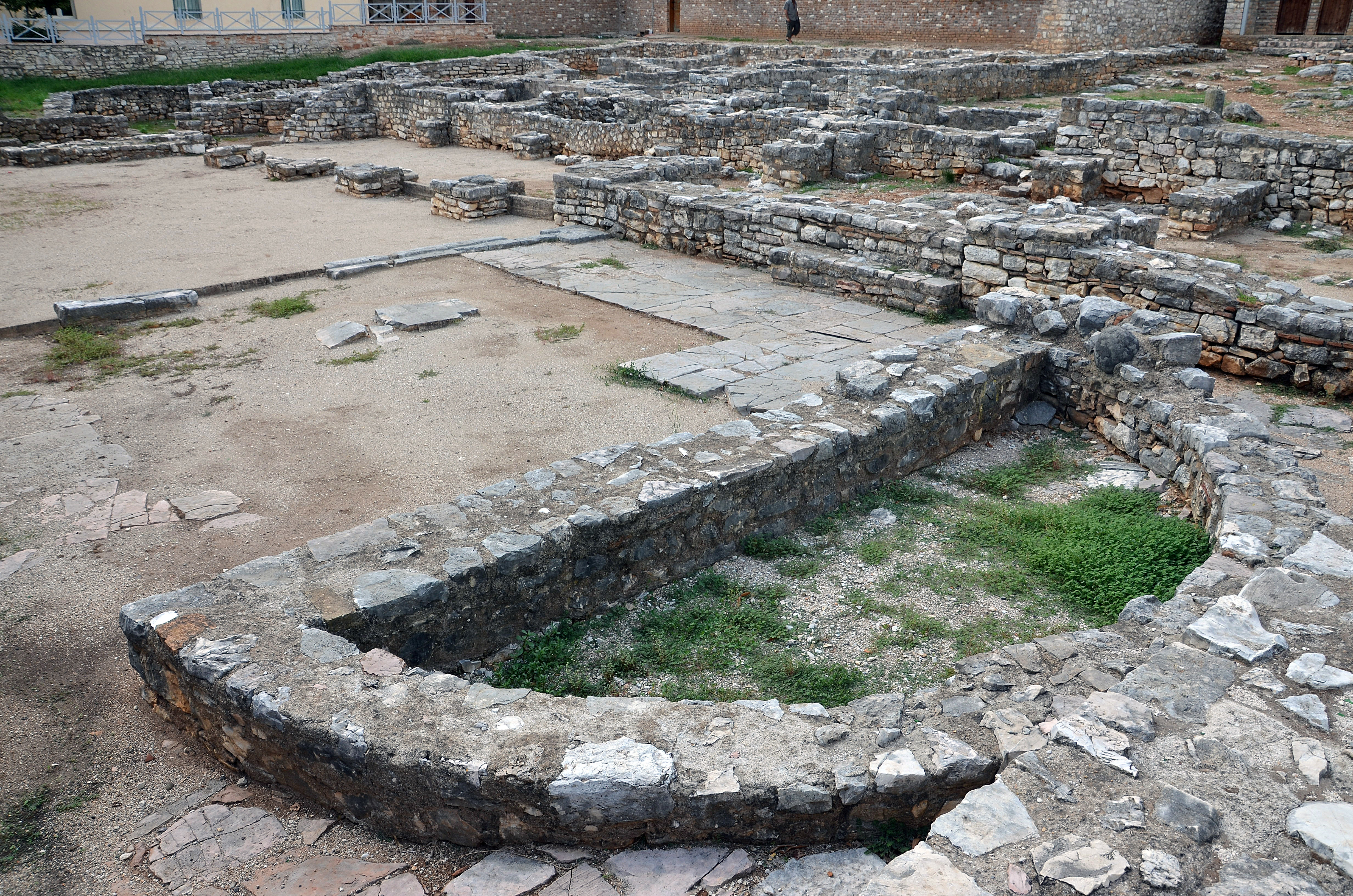
Ruines de la synagogue du Ve siècle à, aujourd'hui Sarandë

Les premières traces de la présence des Juifs en Albanie datent du VIIe siècle où une importante communauté romaniote s’installe au sud du territoire. 
Dans les années 1980, les archéologues déterrent les ruines d'un édifice synagogue à Saranda, composé d'un foyer carrelé, d'une salle de prière avec une mosaïque représentant une ménorah, d'une petite pièce également carrelée, d'autres pièces reliées à la salle de prière, des pièces de stockage et des salles d'étude, ainsi que deux petits bains rituels équipés d'un système recueillant l'eau de pluie dans des citernes,. 
Dès le XVIe siècle, des communautés juives sont établies dans la plupart des grandes villes d'Albanie. Ces familles, d'origine séfarade principalement, sont les descendants des Juifs espagnols et portugais expulsés de la péninsule Ibérique à la fin du XVe siècle. En 1520, 609 familles juives sont installées à Vlorë principalement ; 25 à Berat. 
En 1673, Sabbataï Tsevi s’exile avec quelques-uns de ses disciples dans la ville portuaire d'Ulcinj (aujourd'hui au Monténégro) où certains Dönme pèlerinent sur l'une de ses tombes désignées,.

### Histoire moderne
En 1911, les autorités ottomanes accusent les Juifs de soutenir les nationalistes rebelles albanais. 
En 1930, 204 juifs sont recensés en Albanie. Le 2 avril 1937, la communauté juive, forte d'environ 300 membres, est reconnue officiellement par Zog Ier (Ahmed Zogu). Avec la montée du nazisme en Allemagne un certain nombre de Juifs allemands et autrichiens se réfugient en Albanie. Jusqu’en 1939, l'ambassade d'Albanie à Berlin délivre des visas aux Juifs.

#### Seconde Guerre mondiale

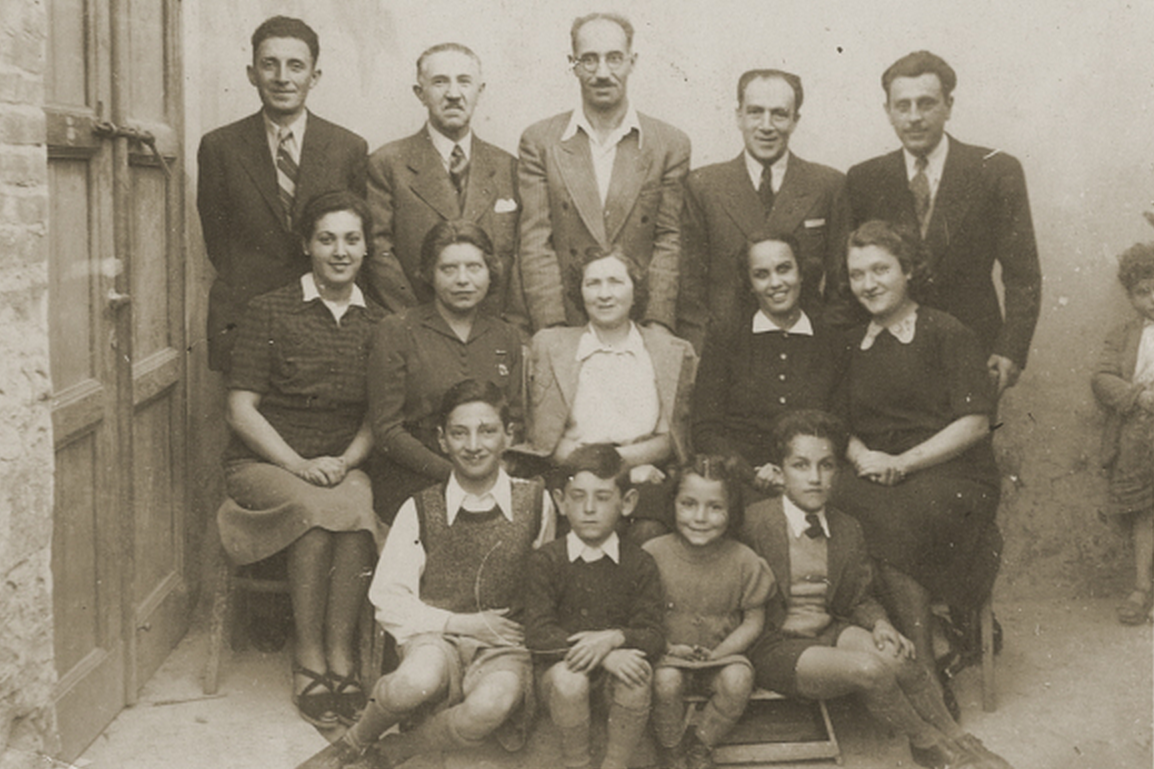
Familles Mandil (sauvée par Refik Veseli), Azriel, Altarac, Ruchvarger et Borger dans un portrait de groupe à Kavajë, 1er mai 1942

Durant la Seconde Guerre mondiale, l’Albanie sous occupation italienne devient un refuge pour des centaines de réfugiés juifs en provenance d'autres pays. En 1942, lors de la conférence de Wannsee, Eichmann, qui estime à 200 le nombre de juifs albanais, planifie l’anéantissement de cette communauté. Cependant, ce n'est qu’en avril 1944, que les 400 juifs d’origine étrangère (essentiellement des Allemands et des Autrichiens) réfugiés à Tirana et Durrës sont internés à Pristina (Kosovo), avant d’être déportés à Bergen-Belsen, .

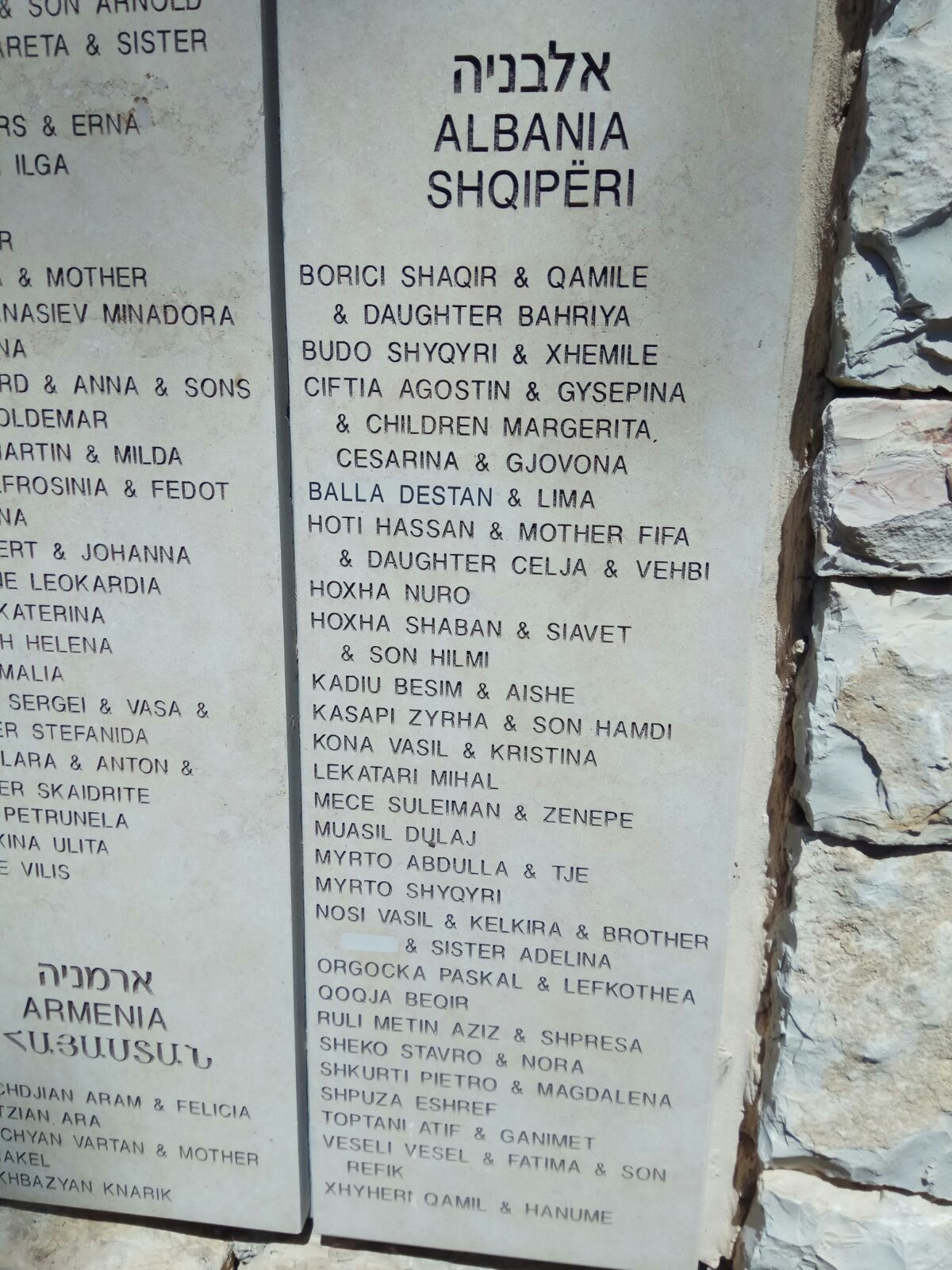
Inscription des Justes albanais parmi les Nations sur un mur à Yad Vashem

Toutefois, il est connu à présent que l'Albanie est l'un des rares pays occupés où la population juive a augmenté durant la période nazie. Sur les 200 juifs vivant en Albanie au début de la guerre, 195 eurent la vie sauve, et 2 000 juifs étrangers purent trouver refuge et protection dans ce pays durant la Shoah,. En effet, la population albanaise de toute origine socio-culturelle a mis un point d'honneur (principe du (en)« Besa », fait de respecter sa parole, associé à la loi albanaise de Kanun sur l'honneur, l'hospitalité, la rectitude et la loyauté) à préserver les vies en cachant des Juifs dans ses caves ou même ses maisons, à leur fournir des papiers d'identité, leur permettant d'échapper à une mort certaine, particulièrement parce qu'il s'agissait de familles avec femmes et enfants,,,. A Berat, soixante familles ont caché des juifs. Les noms de Mihal Lekatari, Besim & Aïche Kadiu, les frères Hamid & Xhemal Veseli ou Shyqyri Myrto, chrétiens et musulmans de la ville de Kavaja, sont placés sur la liste des Justes parmi les Nations parmi les 75 Albanais honorés par Yad Vashem,,.

#### Après la guerre
Après la guerre, la population juive oscille autour de 450 personnes. Sous le régime communiste d’Enver Hoxha, la communauté juive est isolée du monde juif. Toutes les religions sont strictement interdites dans le pays et « toute connexion aux Juifs ou Israël... dits ennemis du socialisme, était mal avisée ». Les chercheurs de Yad Vashem expliquent ainsi en partie la raison pour laquelle le sauvetage des Juifs albanais est resté peu connu pendant de nombreuses décennies durant la période communiste. 
Après la chute du communisme en 1991, presque tous les juifs albanais migrent en Israël et s’installent principalement dans la région de Tel Aviv. C'est également l'époque où les langues peuvent se délier et évoquer le sauvetage des Juifs,.

### Aujourd’hui

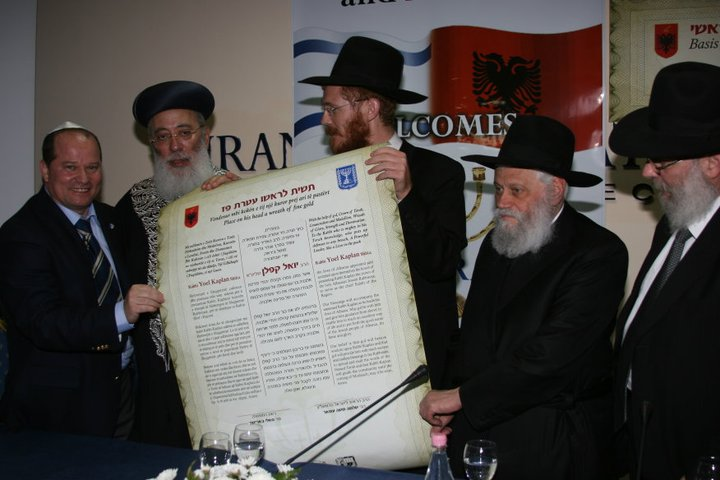
Accord en 2011 entre le grand-rabbinat et les autorités albanaises

Aujourd'hui, plus de 200 Juifs vivent en Albanie, la plupart dans la capitale, Tirana. Une synagogue existe encore à Vlorë, mais n'est plus en usage.
Source croissante de fierté en Albanie, le sauvetage des Juifs pendant la guerre donne l'occasion au gouvernement albanais d'organiser des manifestations annuelles de la Journée du Souvenir de l'Holocauste et consacre une exposition à l'histoire dans le musée national de Tirana.
En décembre 2010, le shaliah Habad d’Albanie, est intronisé Grand rabbin d’Albanie lors d’une cérémonie officielle, en présence du Grand rabbin Shlomo Amar et du premier ministre albanais Sali Berisha.
Se trouve à Berat le seul musée juif d’Albanie : le Musée Solomoni est créé en 2018 par Simon Vrusho, un historien collectionneur qui y a exposé avant de mourir, des centaines de documents, photographies et artefacts retraçant 2 000 ans d’histoire juive en Albanie,.

## Galerie

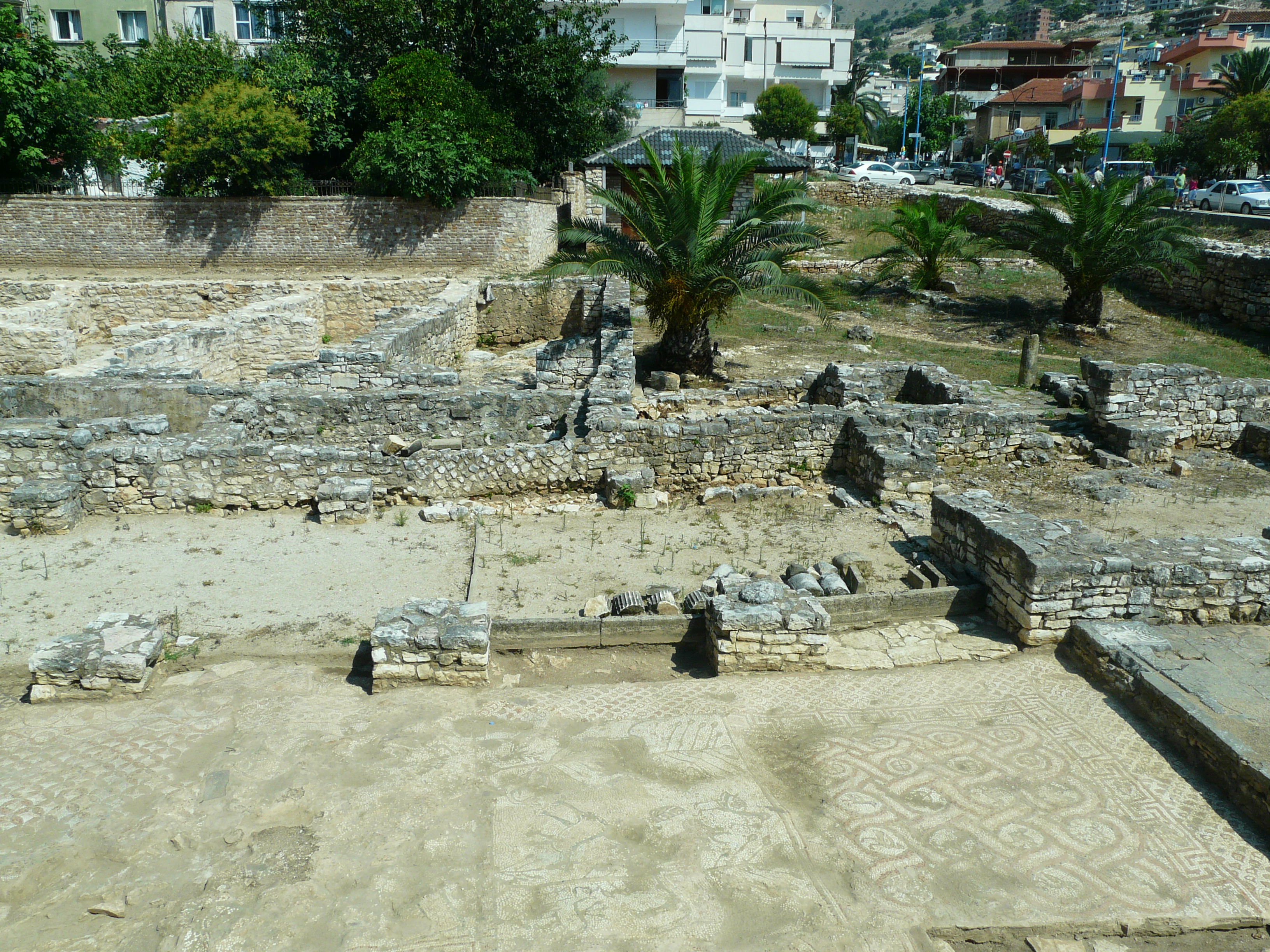
Ruines de l'antique synagogue de Sarandë/Onchesmos
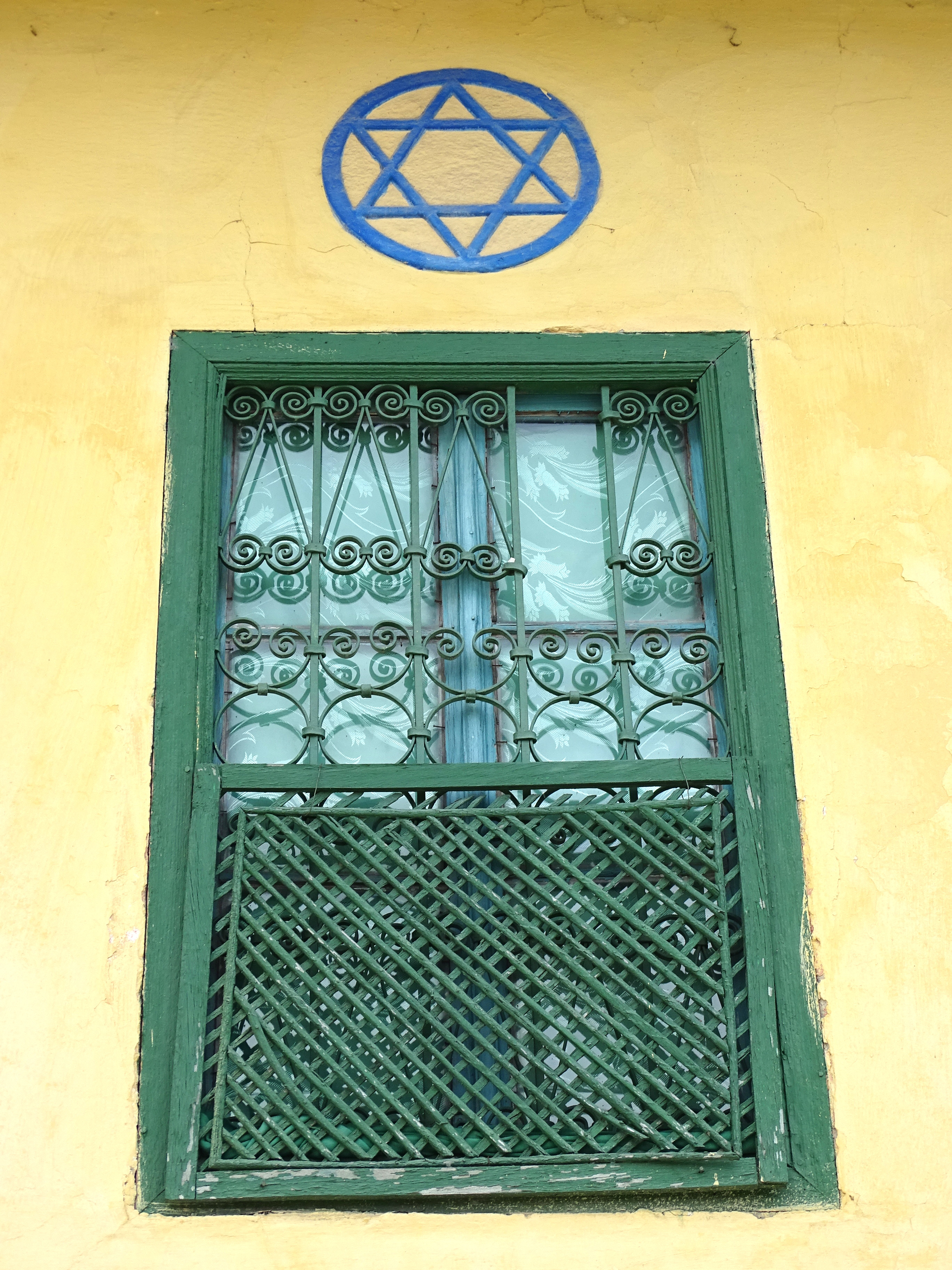
Détail de la synagogue de Shkodra
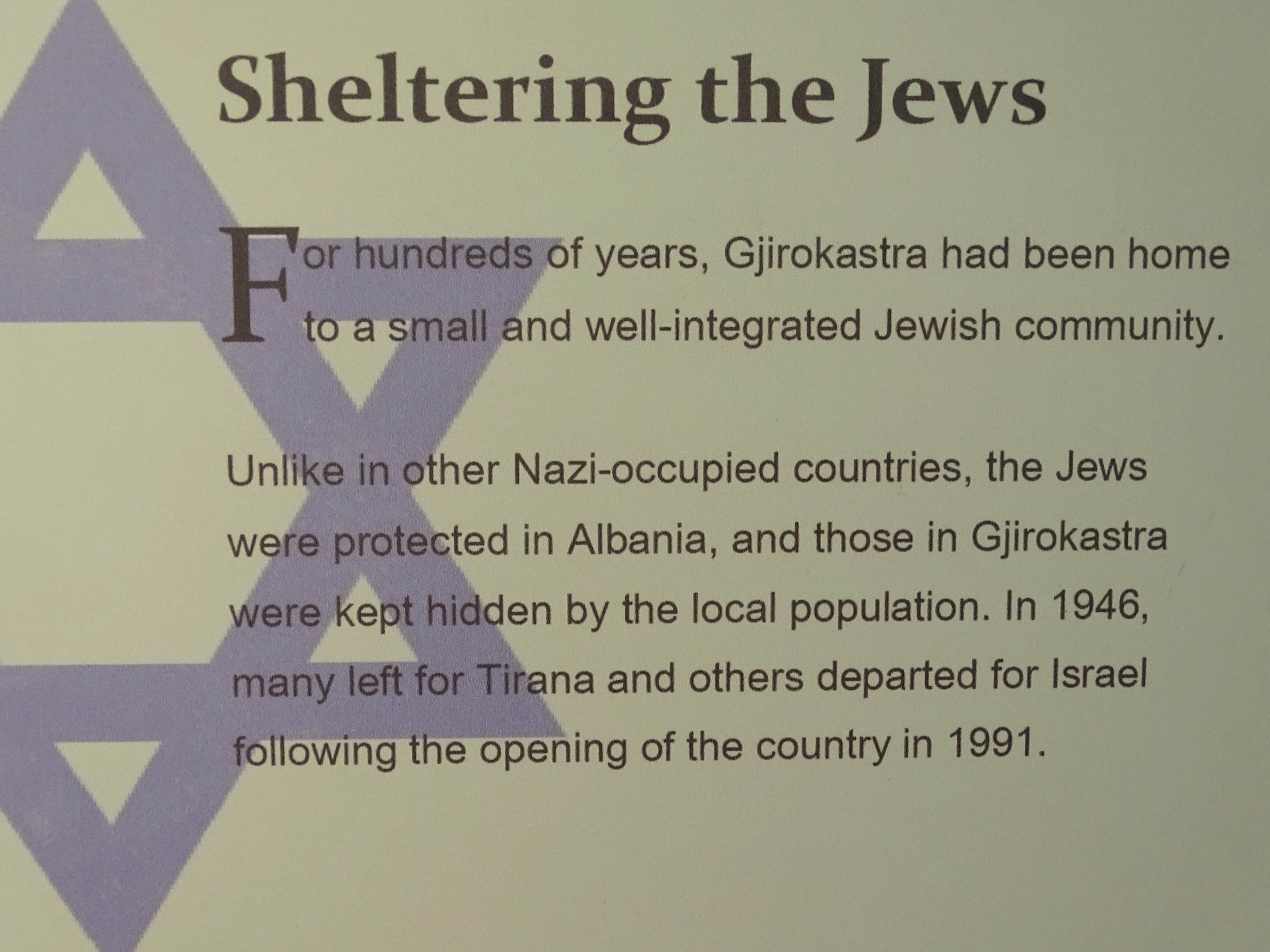
Exposition au musée du château de Gjirokastra
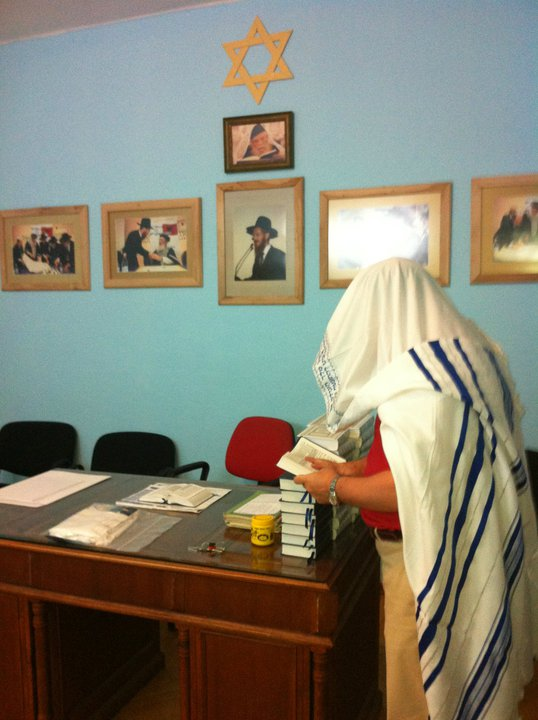
Prières à la synagogue de Tirana, 2011
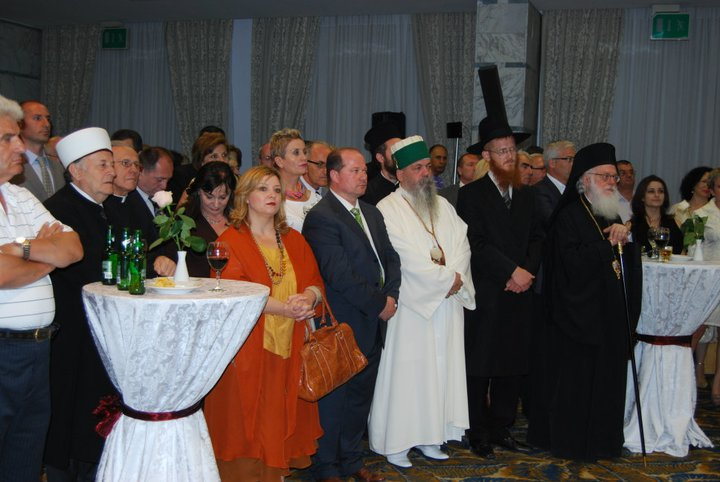
Célébration de l'indépendance d'Israël en présence des leaders des cinq religions, 2011